# Би (нефритовый диск)

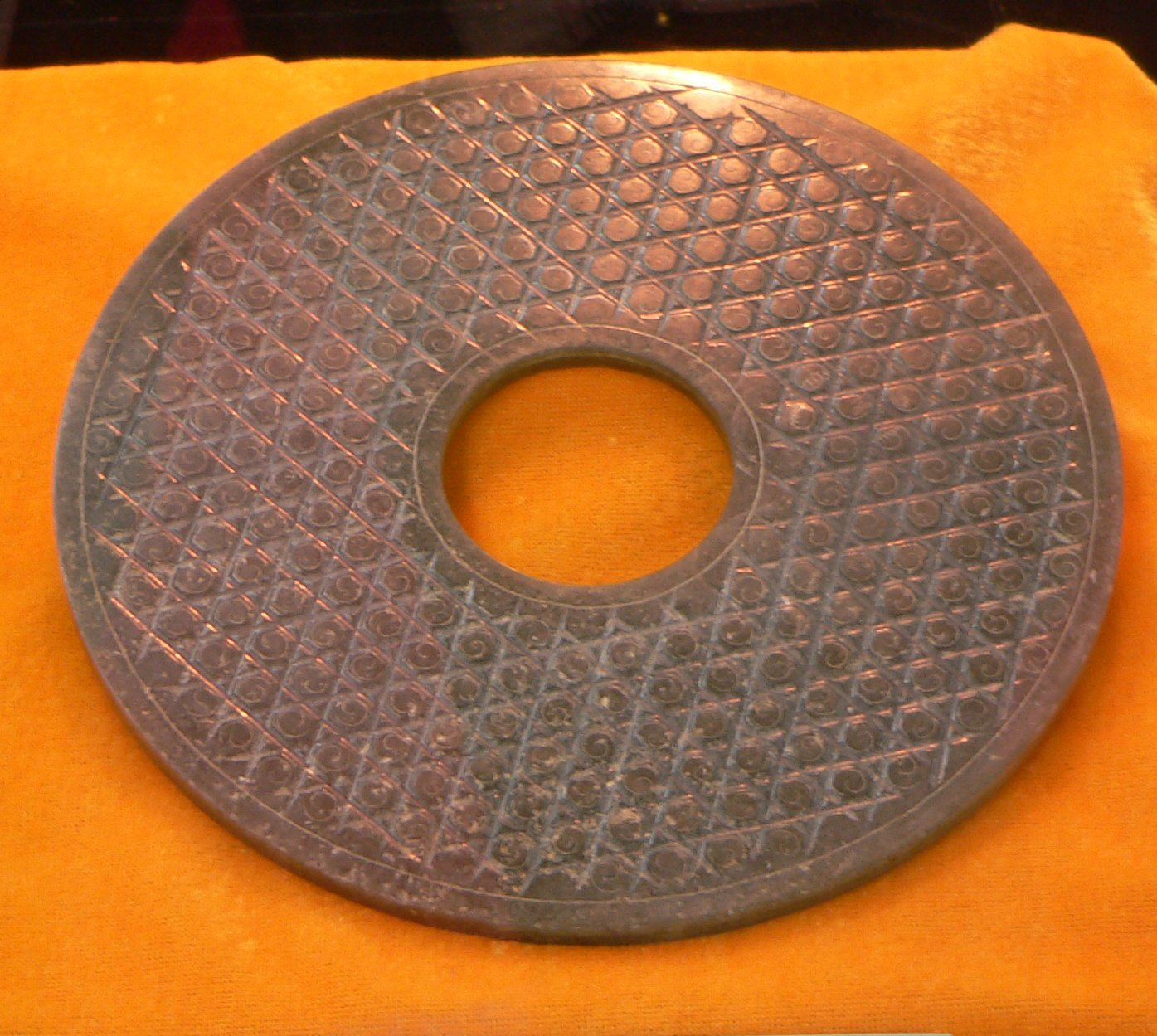
Би периода династии Хань, 16 см в диаметре

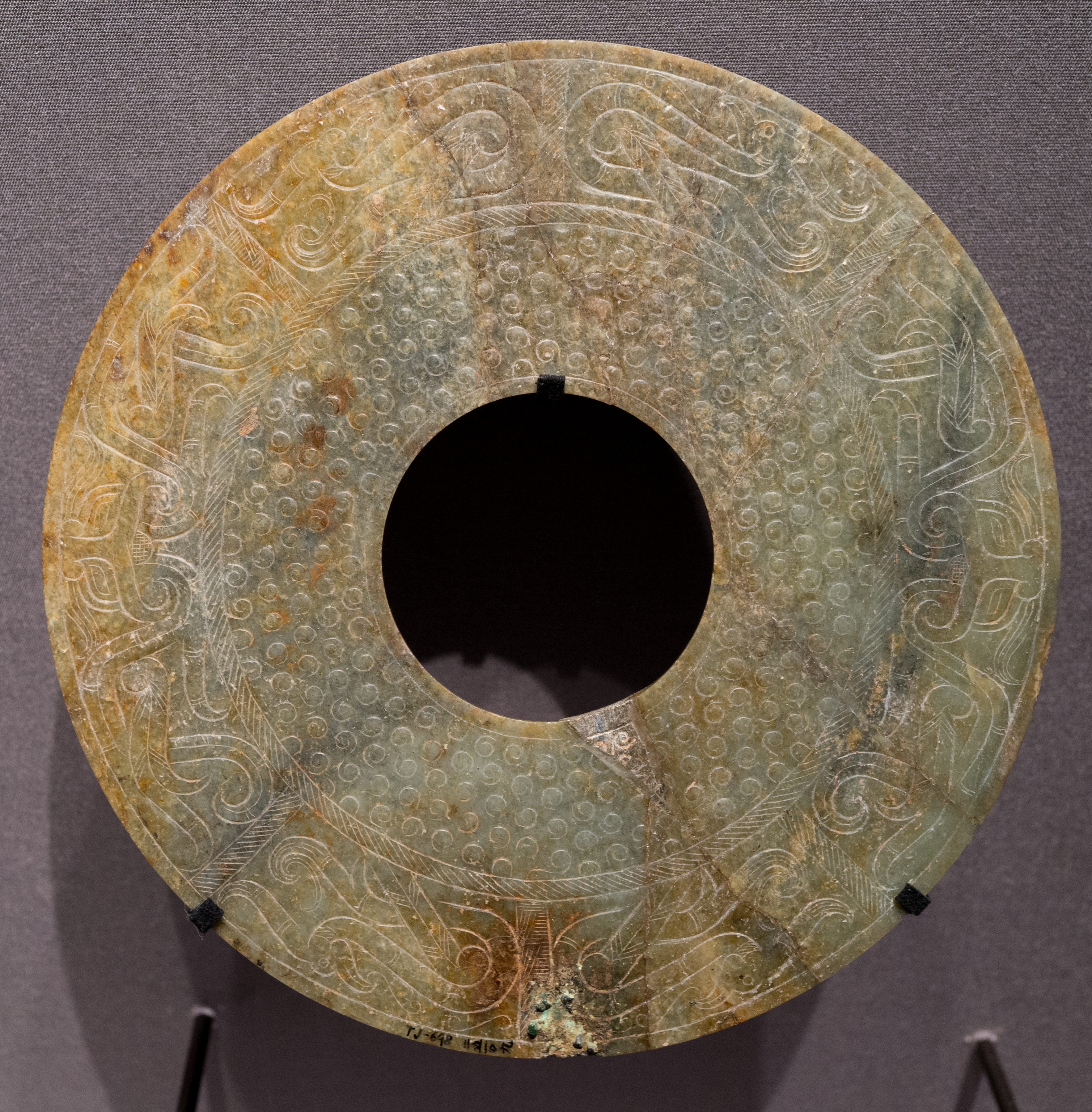
Би династии Западная Хань с драконами

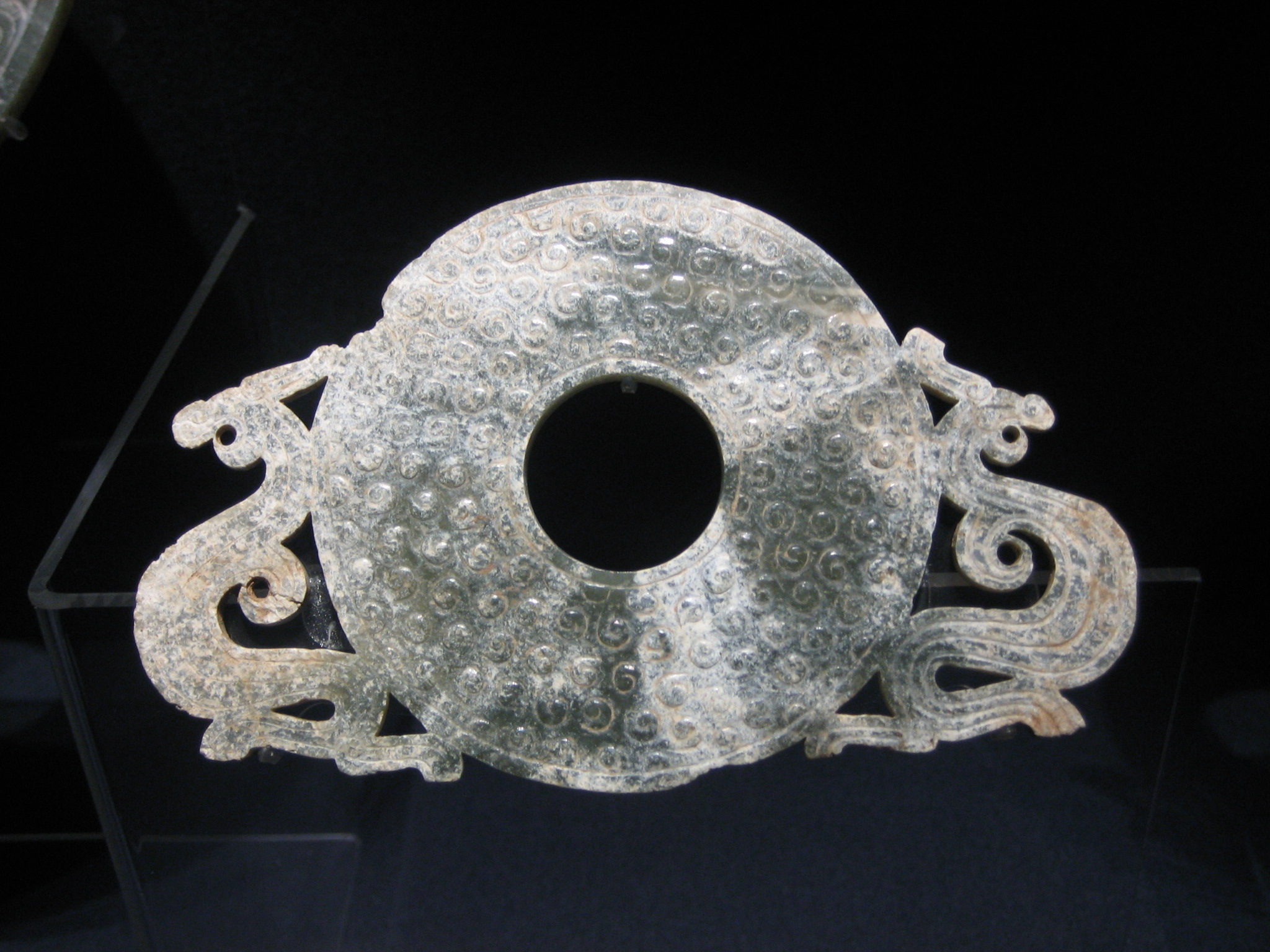
Диск би с двойным драконовским мотивом, Период Сражающихся царств

Би (кит. 璧, пиньинь bì) — древнекитайские дисковидные артефакты, сделанные из нефрита. Самые ранние би относятся к периоду неолита, в частности к периоду Лянчжу (3400—2250 гг. до н. э.). Позднейшие образцы датируются в основном периодами династий Шан, Чжоу и Хань. Диски би были самыми распространёнными чжоускими культовыми предметами из нефрита. Их также изготавливали из стекла.

## Описание
Би представляют собой плоские круглые диски с круглым отверстием в центре, то есть имеют форму кольца. Согласно описанию в словаре Эръя, китайские нефритовые диски делились на три типа: 
- если разность радиуса диска и радиуса отверстия была в два раза больше диаметра отверстия, то такой диск назывался «би» (璧),
- если эта разность была в два раза меньше диаметра отверстия, то диск назывался «юань» (瑗),
- если эта разность была примерно равна диаметру отверстия, то диск назывался «хуань» (環)[4].

Би периода неолита были самыми простыми, в то время как позднейшие артефакты, например, относящиеся к периоду династии Чжоу, украшались затейливой резьбой (в частности, шестиугольниками). Узор символизировал божество, ассоциирующееся с небом, а также с силой и талантами, которые владелец би хотел приобрести.
Будучи дорогими предметами искусства, би свидетельствовали о власти и могуществе своих владельцев-аристократов.

## Значение
Позднейшая традиция ассоциировала би с небесами, тогда как цун 琮 (тип угловатой нефритовой трубы неизвестного назначения) ассоциировался с землёй. Диски би зачастую находили вместе с предметами, символизирующими небо и землю, поэтому предполагается, что круглая форма диска также имеет символическое значение:
Обнаружено, что эти предметы свидетельствуют о ранних стадиях развития космогонических концепций, которые оставались важными в китайской культуре в течение периода Сражающихся царств и эпохи династии Хань: представлении о небосводе, который вращается вокруг центральной оси, и цикле Десяти Солнц, а также об использовании ранней формы столярного угольника. Этими предметами владели шаманы, являвшиеся религиозными лидерами Лянчжу и носителями космогонических представлений.

## Назначение
Изначальное назначение дисков би неизвестно, так как со времён неолита не осталось письменных свидетельств. В позднейшие эпохи би клали в могилу вместе с умершими из знатных родов — как символ неба, предназначенный для того, чтобы сопровождать человека в путешествии в загробный мир или «на небо». В то же время цзун символизировал связь умершего с землёй. Иногда би находили и на животах или груди покойных, чьи могилы относятся к периоду неолита. Специальная разновидность дисков би под названием «сюань цзи» (璿璣) в конце эпохи Шан-Инь и в начале Восточной Чжоу использовалась в качестве астрономического инструмента.
В китайской истории нефрит, как и диски би, указывал на высокие моральные качества владельца, а также служил важным символом высокого положения в обществе. Их использовали во время богослужений и светских церемоний — как предметы, символизирующие власть.
Во время войн периода династии Чжоу диски би, принадлежавшие предводителям побеждённых государств, передавались победителям как символ подчинения.
Дизайн обратной стороны медалей, присуждаемых на Летних Олимпийских играх 2008 в Пекине, основан на древней традиции дисков би.